# Спірідонова Дарія Сергіївна
Дар'я Сергіївна Нагірна (Спірідонова) (нар. 8 липня 1998 року, Новочебоксарськ, Росія) — російська гімнастка. Срібний призер Олімпійських ігор 2016 року в Ріо-де-Жанейро (Бразилія) у командному багатоборстві, чемпіонка світу 2015, дворазовий бронзовий призер чемпіонату світу 2014 року, дворазова чемпіонка Європи 2015 та 2016 року бронзовий призер чемпіонату Європи 2014 року Заслужений Майстер спорту Росії. 17 лютого 2021 року Спірідонова оголосила на своїй сторінці в Instagram, що пішла зі спортивної гімнастики.

## Біографія
На Чемпіонаті Росії 2014 перемогла на брусах і зайняла друге місце на колоді.
В індивідуальному багатоборстві на Кубку Росії 2014 показала третій результат.
Стала дворазовою бронзовою медалісткою Чемпіонату Європи 2014: в командній першості та на брусах.
Член збірної команди Російської Федерації (основний склад). Срібний призер Олімпійських ігор 2016 року в Ріо-де-Жанейро (Бразилія) в командному багатоборстві (Ангеліна Мельникова, Дарина Спірідонова, Алія Мустафіна, Седа Тутхалян, Марія Пасіка).

## Особисте життя
8 грудня 2018 роки вийшла заміж за Олімпійського чемпіона зі спортивної гімнастики Микиту Нагорного.

## Нагороди
- Медаль ордена «За заслуги перед Вітчизною» I ступеня (25 серпня 2016 року) — за високі спортивні досягнення на Іграх XXXІ Олімпіади 2016 року в місті Ріо-де-Жанейро (Бразилія)[12].